# Temple de Mars (Corseul)
Vous pouvez aider à l'améliorer ou bien discuter des problèmes sur sa page de discussion.
- Il ne cite pas suffisamment ses sources. Vous pouvez indiquer les passages à sourcer avec {{référence nécessaire}} ou {{Référence souhaitée}}, et inclure les références utiles en les liant aux notes de bas de page. (Marqué depuis octobre 2024)
- La notion qu'il invoque est trop technique ou pas assez détaillée. Il est préférable de la préciser au moyen d’un lien interne ou d’une note . (Marqué depuis octobre 2024)

- Archive Wikiwix
- Bing
- Cairn
- DuckDuckGo
- E. Universalis
- Gallica
- Google
- G. Books
- G. News
- G. Scholar
- Persée
- Qwant
- (zh) Baidu
- (ru) Yandex
- (wd) trouver des œuvres sur Wikidata

Pour les articles homonymes, voir Temple de Mars.
Le temple  dit « de Mars » est un vestige romain situé à Corseul, dans le département des Côtes-d'Armor, en France. Ce sanctuaire est étendu sur une superficie de plus d'un hectare avec la cella octogonale et une cour entourée d'une galerie sur trois côtés. L'emprise du fanum atteint 90 m sur 80. Le bâtiment le plus sacré culmine à 22,5 m, ce qui en fait la ruine romaine la plus haute de l’Ouest de la France.

## Localisation
Le temple est situé au lieu-dit « le Haut-Bécherel ». À l'angle nord-ouest du site se trouve la ferme du Haut-Bécherel construite au XVIe siècle. Sur son côté nord, cette ferme est encaissée et s’appuie sur les fondations de la galerie sud du sanctuaire. Les murs sont construits en moellons et pierres de taille en granit ainsi qu’en moellons de schiste. Un four à pain ainsi qu’un puits sont associés au bâtiment. La ferme a été bâtie sur un site plus ancien avec des fruits de maçonnerie et un remploi de pierres. Elle comptait jusqu’à la seconde moitié du XXe siècle cinq bâtiments. Ces derniers, témoins d'une évolution organisationnelle de l'espace agricole, sont détruits en 1997. Le logis présente un plan à deux portes rapprochées. Le logement, l’étable et le grenier sont réunis sous le même toit. La baie ouest du rez-de-chaussée est agrandie au XIXe siècle, ainsi que la lucarne à l'est qui est transformée en fenêtre. La lucarne gerbière avec accolade permet d'accéder aux combles.

## Histoire
Le sanctuaire, temple romain de tradition gauloise, fut vraisemblablement construit vers le milieu du Ier siècle apr. J.-C.. Il fut utilisé jusqu'à la fin du IIIe siècle apr. J.-C..
Les destructions datables du dernier quart du IIIe siècle de nombreux sites archéologiques sur le territoire de la commune actuelle de Corseul et surtout l’incendie, après 270, du temple du Haut-Bécherel (Temple de Mars), sanctuaire poliade de la civitas des Coriosolites, doivent être imputées soit à la menace des pirates barbares sur les côtes de la Manche, soit à la Bagaude qui reste endémique jusqu’en 285, voire aux deux à la fois. 
À l'intérieur de la cella, se trouvait à l'origine, la statue de la divinité vénérée par les pèlerins déambulant autour de la chambre sacrée. Les dimensions de ce temple en font l'un des plus vastes sanctuaires de toute la Gaule. Son attribution au culte de Mars ne repose pourtant sur aucun élément décisif.
Des fouilles ont été menées au XIXe siècle.
L'ingénieur Siméon Garangeau qui travaillait aux fortifications de Saint-Malo sur les projets de Vauban a visité Corseul et écrit en 1709 un rapport à l'Académie royale des inscriptions et médailles.
Le plan dressé en 1869 par Émile Fornier est confirmé par les prospections aériennes et les sondages effectués ces dernières années.

## Protection
Le temple de Mars est classé au titre des monuments historiques par la liste de 1840 alors que le site gallo-romain a été, lui, classé en 1997.

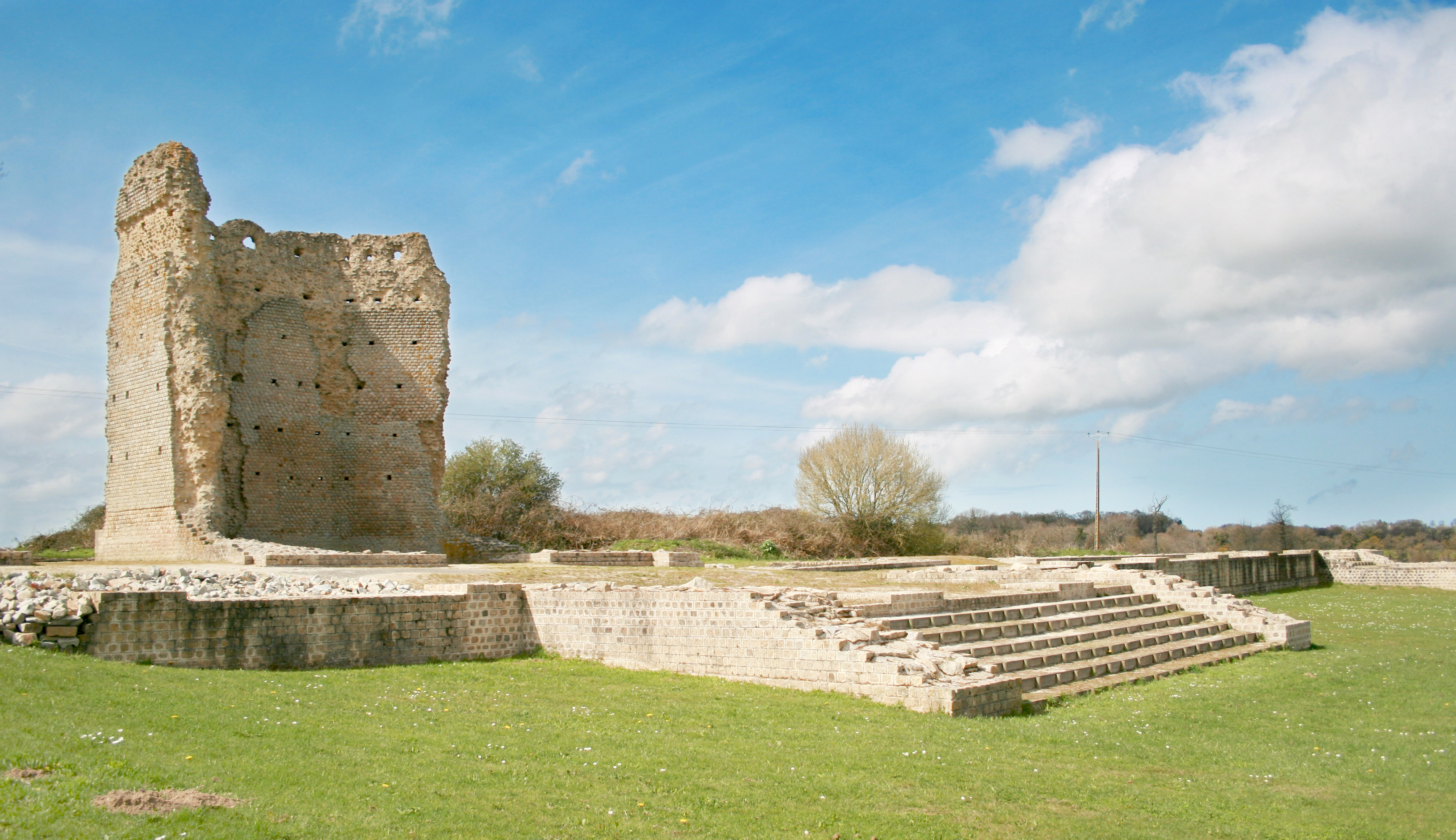
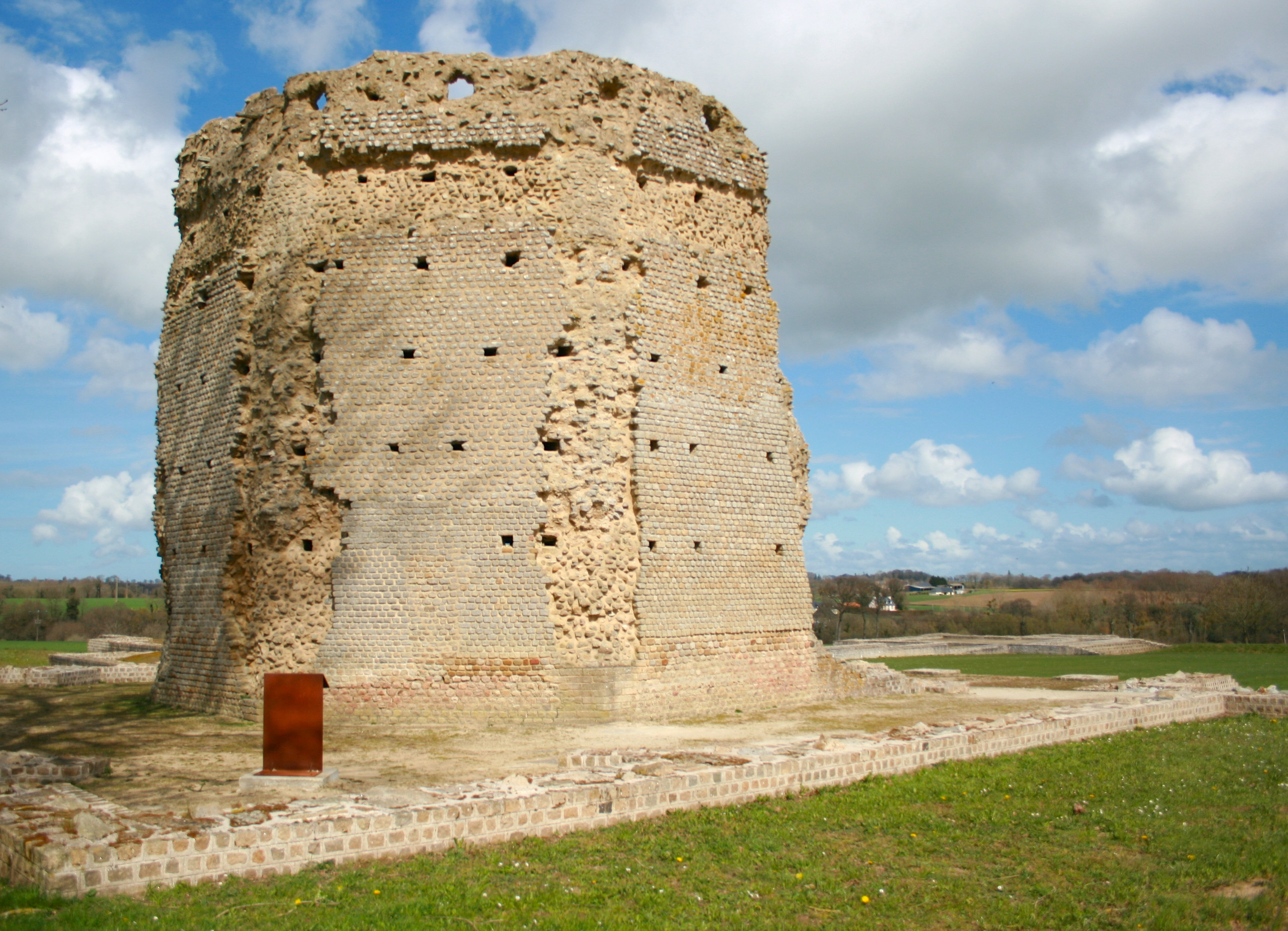

## Description
Il ne reste de ce temple que trois pans de murs d'une dizaine de mètres de hauteur, dont la cella est octogonale. L'ensemble faisait près d'un hectare.
Une reconstitution 3D en a été réalisée par Yann Bernard et Gaétan Le Cloirec en 2016.

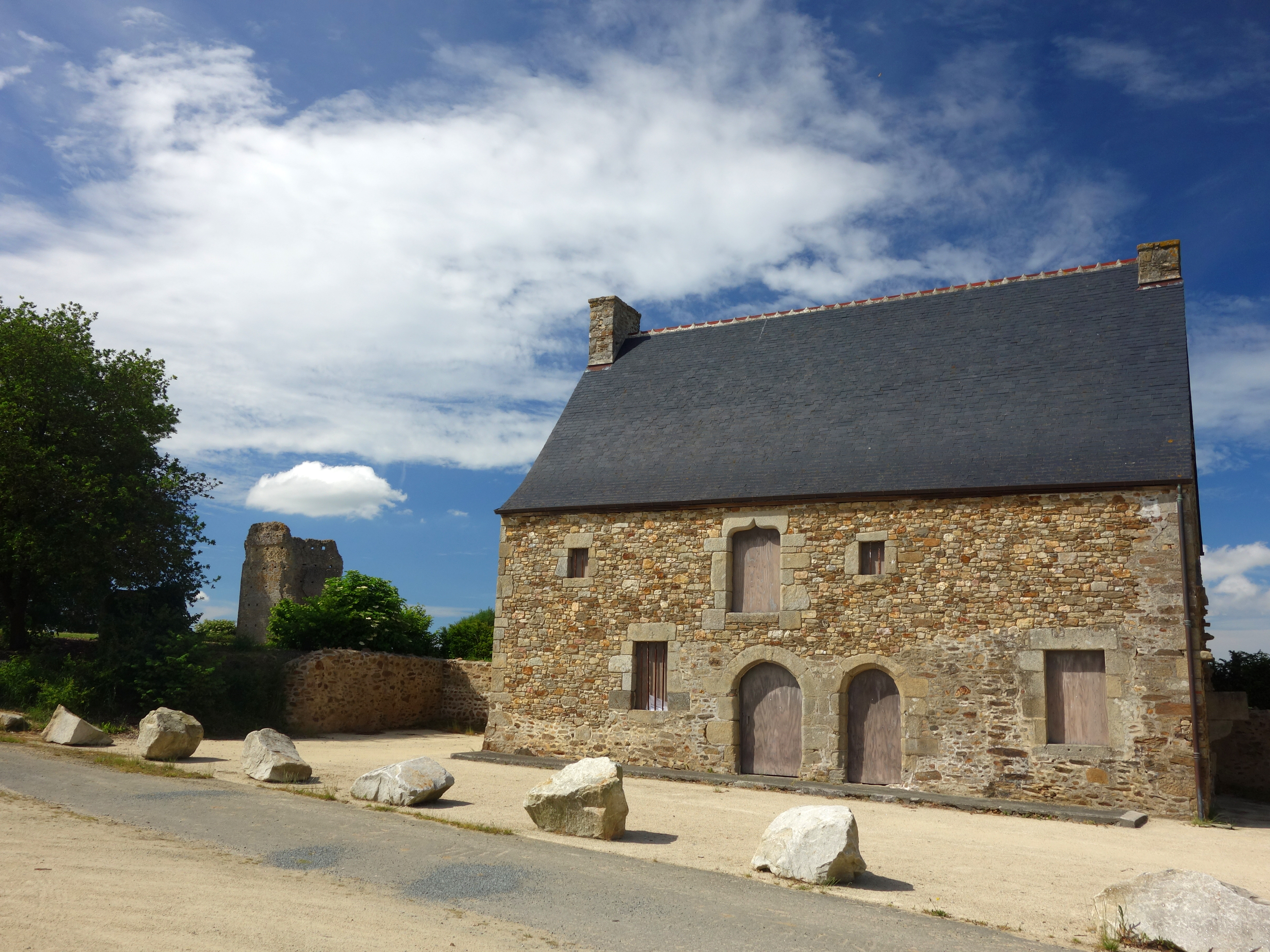
Lorsqu'on arrive sur le site, on se gare devant la ferme du Haut-Bécherel construite au XVIe siècle récemment rénovée. On aperçoit le temple derrière le bâtiment.
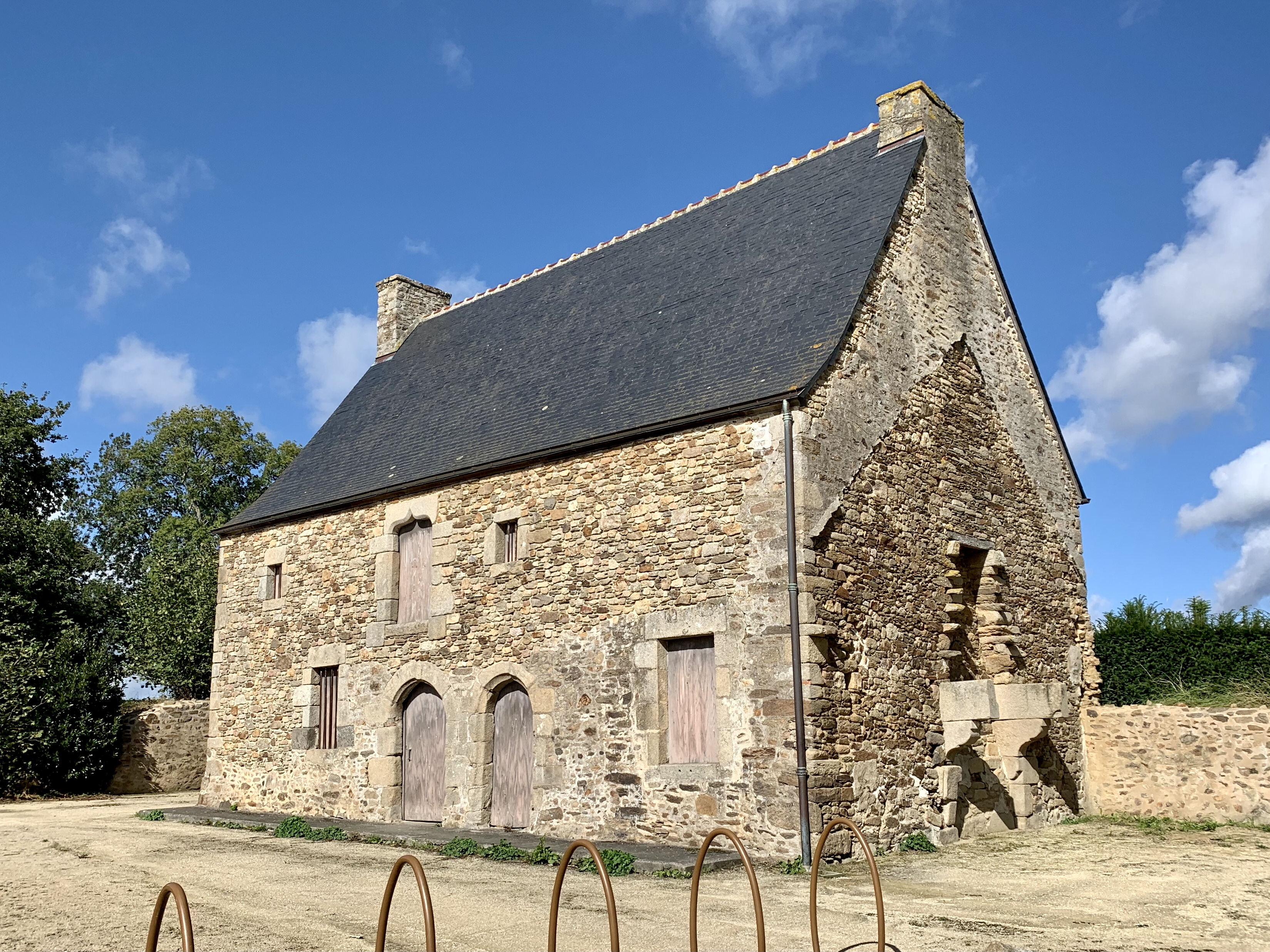
Façade sud de la Ferme du Haut-Bécherel.
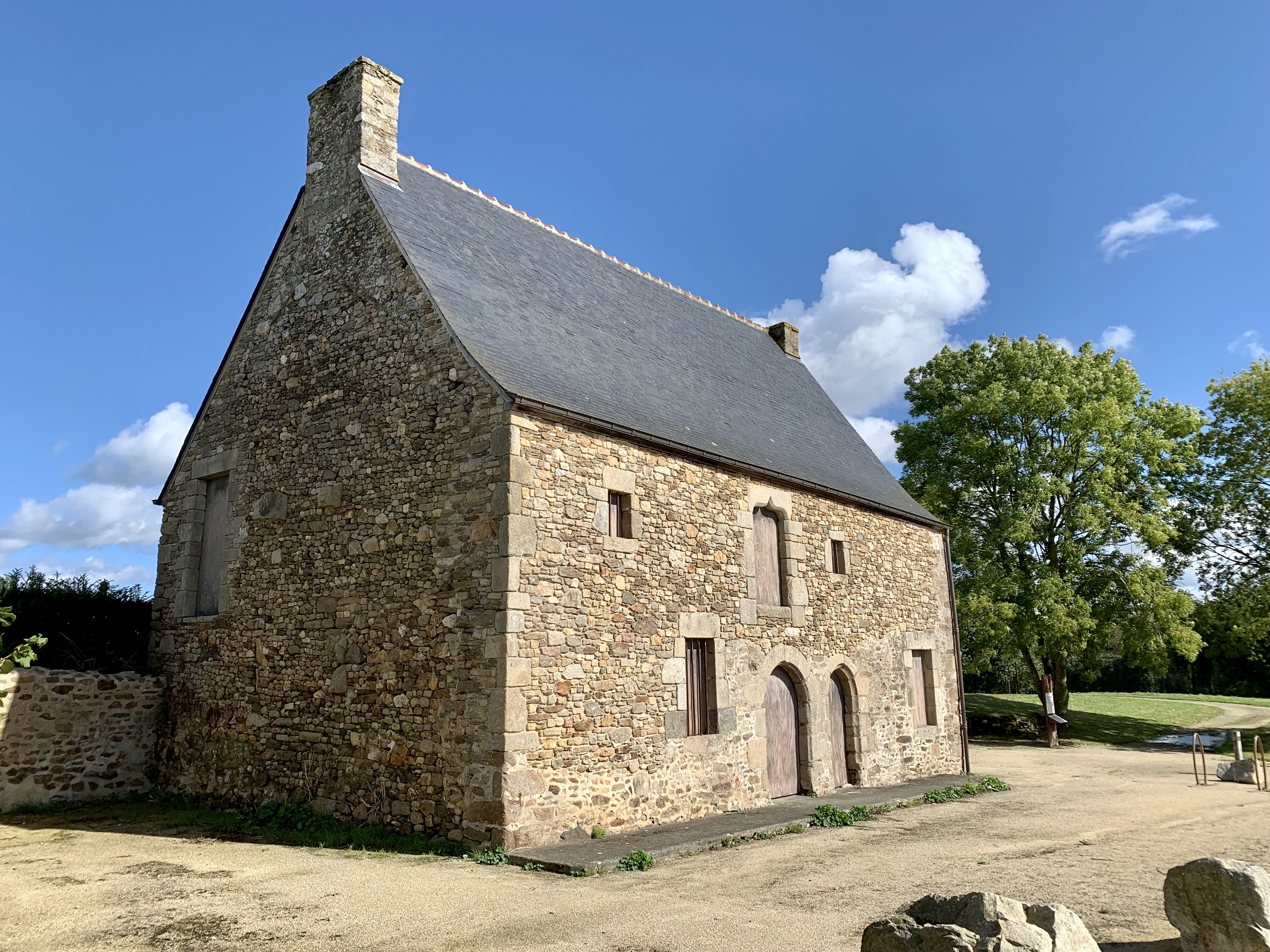
Façade sud et pignon nord de la Ferme du Haut-Bécherel.
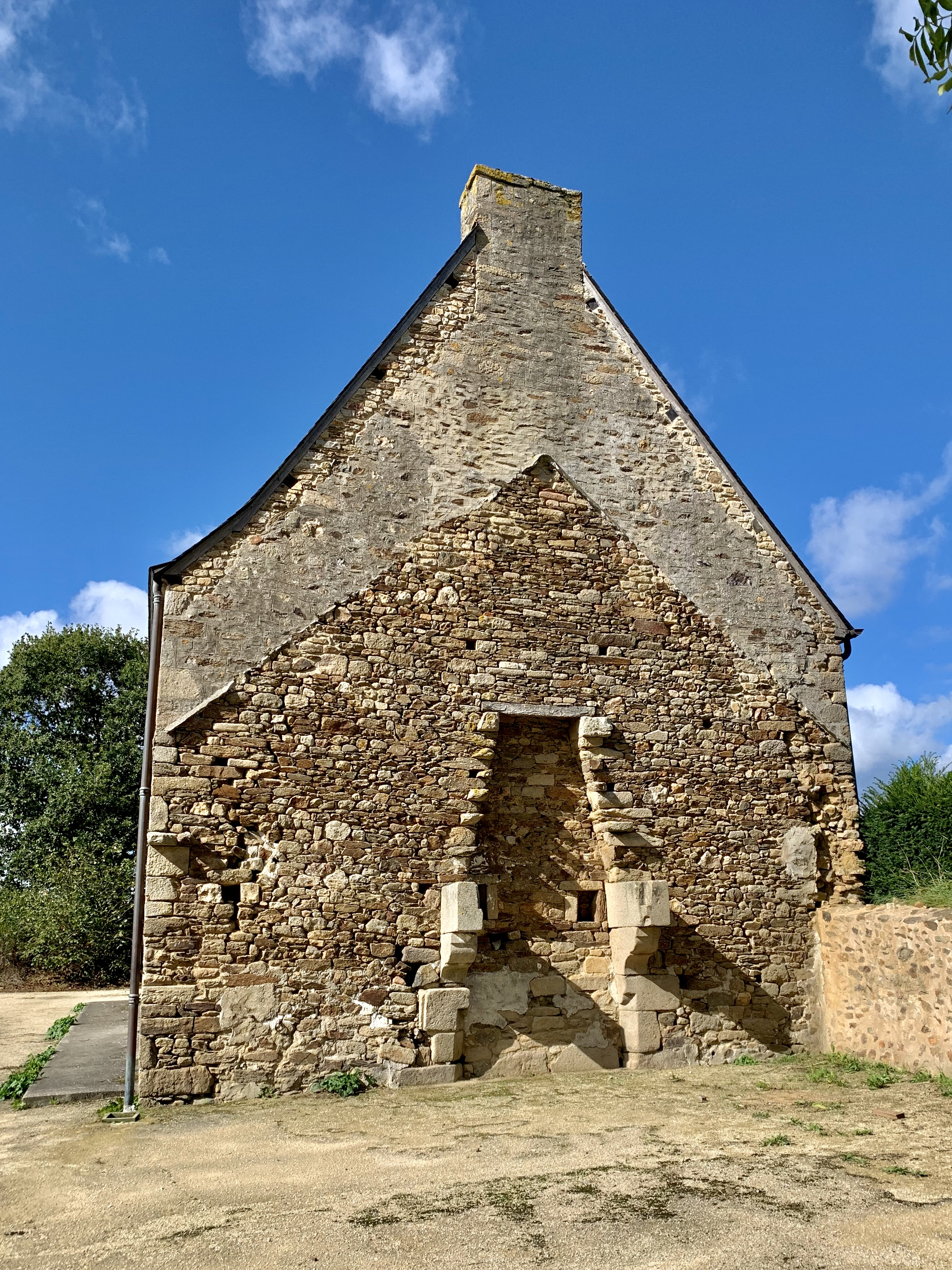
Pignon est de la Ferme du Haut-Bécherel avec les traces d’un bâtiment disparu et les restes d’une cheminée.
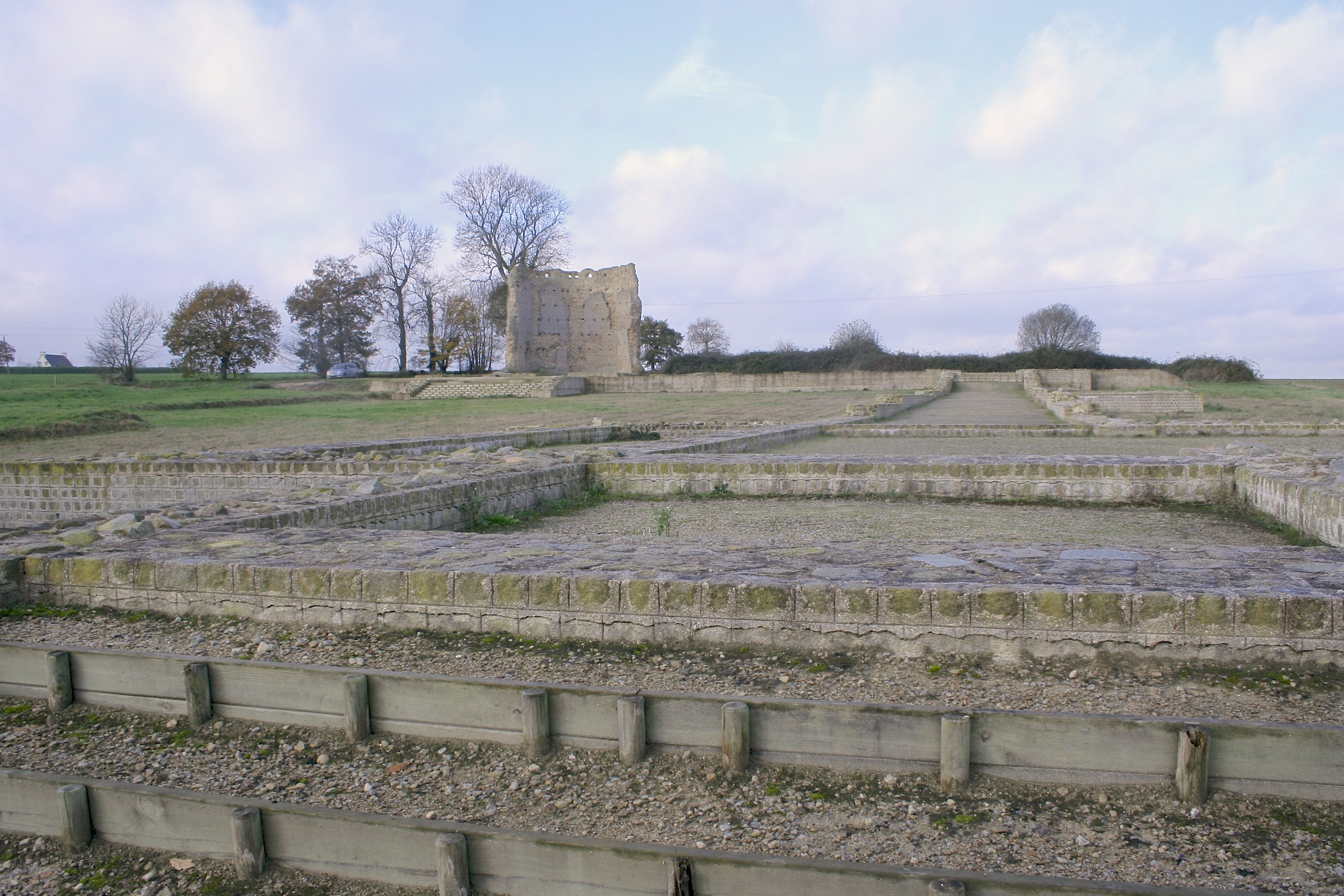
Le Temple de Mars au Haut-Bécherel.